# جیسون اسپیساک
جیسون اسپیساک به (انگلیسی: Jason Spisak متولد ۲۹ اوت ۱۹۷۳) بازیگر و صداپیشه در پویانمایی، بازی‌های ویدئویی و تهیه‌کننده اهل آمریکا است.